# Traquenards et Sentiments

Traquenards et Sentiments est un album hors-série de la saga de bande-dessinée XIII de William Vance et Jean Van Hamme.

## Description
Il s'agit d'une nouvelle illustrée se déroulant chronologiquement dans l'histoire de XIII entre les tomes 16 et 17, Opération Montecristo et L'Or de Maximilien. Il parut en édition limitée à 3750 exemplaires (numérotés) par La Poste belge et le Centre belge de la bande dessinée en février 2004 à l'occasion de l'émission du timbre Philatélie de la Jeunesse 2004 au prix de 27 euros. C'est le seul album de la série à ne pas être édité par Dargaud mais CBBD. Le format est de 15,5 cm de largeur sur 21,5 cm de hauteur. Il y eut également une édition de luxe limitée à 825 exemplaires seulement, toujours numérotés, et signés par les auteurs, au prix de 68 euros.